# Maurice Vast
Maurice Vast (* 25. Juli 1898 in Flixecourt; † 13. November 1979 in Amiens) war ein französischer Industrieller, Widerstandskämpfer gegen den Nationalsozialismus und Politiker.

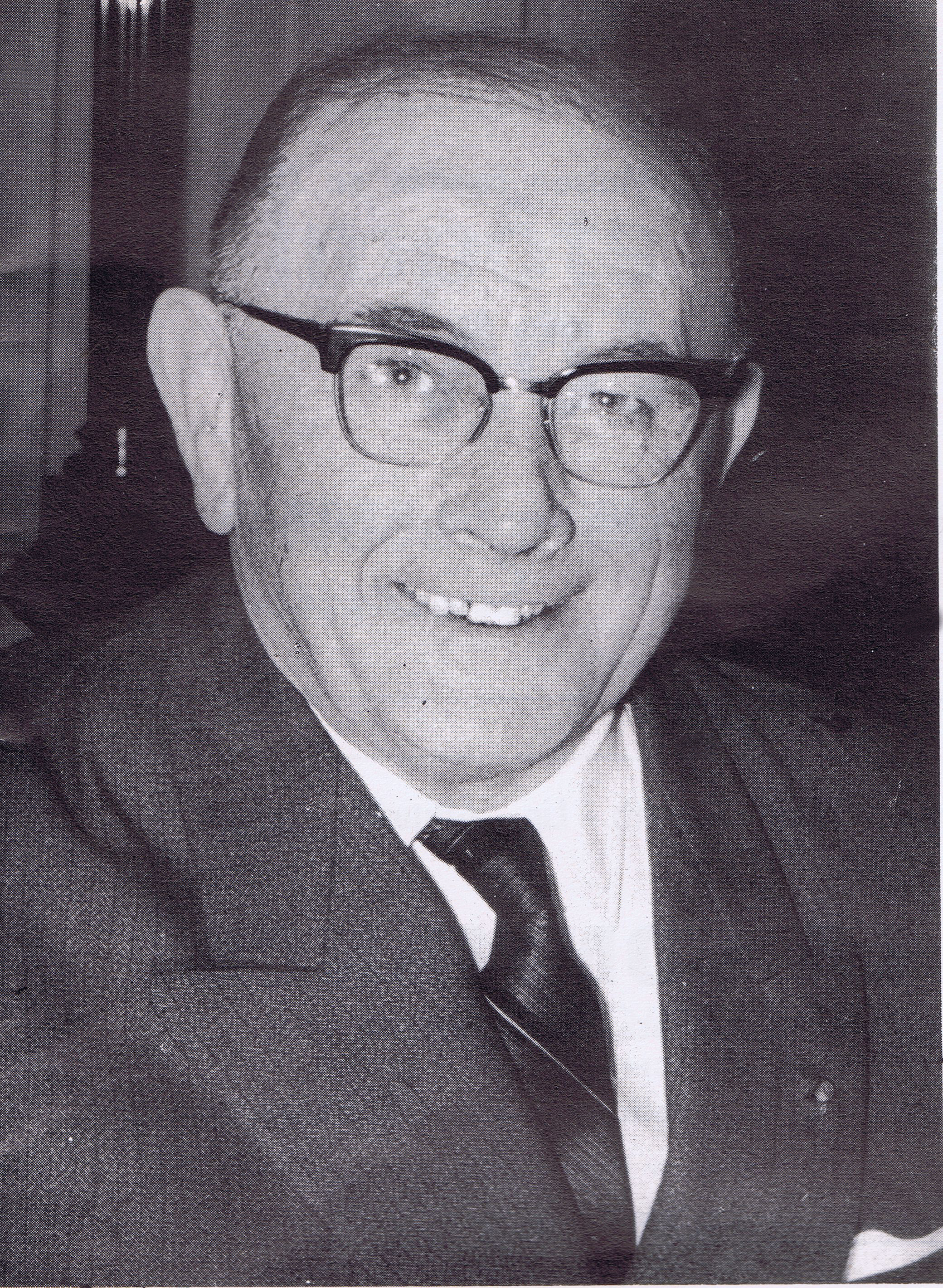
Maurice Vast

## Leben
Maurice Vast war Sohn eines Schneiders. Mit 18 Jahren wurde er zum Kämpfen im Ersten Weltkrieg eingezogen. Im Krieg wurde er verwundet und mit der Médaille interalliée und dem Croix de guerre ausgezeichnet.
Nach dem Krieg arbeitete er zunächst als Buchhalter in Flixecourt, später eröffnete er ein Unternehmen (Igol) zur Aufbereitung von Ölen, Fetten und Treibstoffen in Amiens. Mit Beginn des Zweiten Weltkriegs wurde er erneut eingezogen und kämpfte gegen den deutschen Westfeldzug. Er geriet in deutsche Gefangenschaft und wurde für zwei Monate im Internierungslager Châteaubriant gefangen gehalten, ehe er wieder frei kam.
1942 schloss er sich der Résistance an und war unter dem Pseudonym Pierre Crocquet ein wichtiger Kopf der Libération Nord. Nach der Befreiung Frankreichs wurde er Mitglied der sozialistischen Partei Section française de l’Internationale ouvrière (SFIO). Am 24. September 1944 wurde er Bürgermeister von Amiens und gestaltete in diesem Amt den Wiederaufbau der Stadt nach dem Krieg. 1953 trat er den Posten an seinen Stellvertreter Camille Goret ab, wurde aber 1959 erneut Bürgermeister.
1965 brach er mit der SFIO und regierte von nun an mit Unterstützung einer zentristischen und einer rechten Partei. Bei der Wahl 1971 wurde er von einer vereinigten linken Liste unter Führung René Lamps (Parti communiste français) besiegt. Gegen diesen verlor er auch in seinem Wahlkreis bei der Parlamentswahl 1962, Parlamentswahl 1968 und der Parlamentswahl 1973.
Von 1945 bis 1967 war er zudem für den Kanton Amiens-7 (Sud-Ouest) Vertreter im Départementrat des Départements Somme.

## Ehrungen
Vast ist auf dem Friedhof Saint-Acheul in Amiens bestattet. Ein Platz in der Nähe des Belfrieds von Amiens trägt heute seinen Namen.
In Dortmund gibt es eine Maurice-Vast-Straße, welche die Westfalenhallen mit dem Westfalenpark verbindet. Vast hatte sich als Bürgermeister für die Städtepartnerschaft zwischen Dortmund und Amiens eingesetzt, die 1960 als eine der frühen deutsch-französischen Städtepartnerschaften gegründet wurde.